# Belgische Transportarbeidersbond
De Belgische Transportbond (BTB), in het Frans Union Belge du Transport (UBT) is een Belgische vakcentrale die deel uitmaakt van het ABVV.

## Historiek
De vakbond ontstond in 1911 met de oprichting van de “Transportarbeiders te Lande”. Later voegde zich de Belgische Zeemansbond van Antwerpen en de Havenarbeidersbonden van Antwerpen, Gent en Oostende zich hierbij om samen de BTB te vormen. Dit leidde tot het stichtingscongres van 6 juli 1913 te Gent. Vervolgens had op 24 augustus 1913 de eerste zitting plaats van het landelijk bestuur en op 1 oktober van datzelfde jaar trad de BTB zelf in werking.
In 1919 sloten ook de vissers en de arbeiders uit de binnenvaart zich aan en in datzelfde jaar vond het eerste congres na de stichting plaats op 6 april 1919. In 1922 nam de bond het initiatief van de dokwerkers over, die al jaren geld hadden ingezameld voor hun collega's met TBC. Met de stichting van sanatorium De Mick te Braschaat werd in een nijpende behoefte voorzien.
Tijdens de verkiezingscampagne van 1936 werden de vakbondsmilitanten Albert Pot en Theo Grijp vermoord door een extreemsrechtse verkiezingskandidaat. Op 10 mei 1958 vond de inhuldiging van het Transporthuis aan de Paardenmarkt te Antwerpen plaats. Ze groepeert drie grote vakgroepen nl. de havens, de maritieme sectoren (binnenvaart, koopvaardij en zeevisserij) en wegvervoer & logistiek. Voorzitter is Frank Moreels. Samen met Marc Loridan en Jacques Kerkhof vormt hij het Uitvoerend Bestuur van BTB.
De centrale is een van de eerste leden van de Internationale Transportarbeidersfederatie (ITF), waarin Louis Major en Omer Becu sleutelposities innamen. Huidig BTB voorzitter Frank Moreels is ook ondervoorzitter van ITF en voorzitter van de Europese Transportarbeidersfederatie (ETF).

## Structuur
| Tijdspanne   | Voorzitter       |
| ------------ | ---------------- |
| 1913 - 1919  | Piet Somers      |
| 1919 - 1935  | Henri Van Eyken  |
| 1935 - 1945  | Frans Daems      |
| 1945 - 1950  | Omer Becu        |
| 1950 - 1971  | Roger Dekeyzer   |
| 1971 - 1979  | Ward Cassiers    |
| 1977 - 1982  | Louis Eggers     |
| 1982 - 1987  | Egide Baudet     |
| 1987 - 1991  | Remi Van Cant    |
| 1991 - 1995  | Martin Devolder  |
| 1995 - 2001  | Alfons Geeraerts |
| 2001 - 2016  | Ivan Victor      |
| 2016 - heden | Frank Moreels    |

### Gewestelijke afdelingen
| Gewestelijke                  | Gewestelijk Secretaris |
| ----------------------------- | ---------------------- |
| BTB Antwerpen                 | Wim De Jonghe          |
| BTB West-Vlaanderen           | Birger Victor          |
| BTB Oost-Vlaanderen           | Steven Steyaert        |
| BTB Limburg                   | Christel Evers         |
| BTB Vlaams-Brabant en Brussel | Sandra Langenus        |
| UBT Waals-Brabant             | Philippe Dumortier     |
| UBT Henegouwen                | Philippe Dumortier     |
| UBT Namen                     | Johnny Coin            |
| UBT Luik                      | Johnny Coin            |
| UBT Luxemburg                 | Johnny Coin            |

### Sectoren
De sectoren (Tussen de haakjes vind je het paritair comité waartoe elke sector behoord) waarin BTB actief is, zijn:
- Binnenscheepvaart (PC 139)
- Koopvaardij (PC 316)
- Zeevisserij (PC 143)
- Havens (PC 301)
- Handel in brandstoffen (PC 127)
- Openbare autobusdiensten (PC 140.01)
- Speciale autobusdiensten (PC 140.01)
- Autocars: toerisme/pendels ( PC 140.01)
- Bestel – en koerierdiensten (PC 140.03)
- Verhuizingen (PC 140.05)
- Taxi's (PC 140.02)
- Afhandeling luchthavens (PC 140.04)
- Logistiek: Mailhousing en prepostaal verwerken mailings (PC 140.03)